# کاش
کاش (هندی: Kaash) فیلمی هندی است که در سال ۱۹۸۷ منتشر شد. از بازیگران آن می‌توان به جکی شروف، دیمپل کاپادیا و انوپم کهیر اشاره کرد.